# San Gregorio, Oaxaca
San Gregorio är en ort i Mexiko.   Den ligger i kommunen Santa María Chilchotla och delstaten Oaxaca, i den sydöstra delen av landet, 280 km sydost om huvudstaden Mexico City. San Gregorio ligger 1 009 meter över havet och antalet invånare är 161.
Terrängen runt San Gregorio är bergig åt nordväst, men åt sydost är den kuperad. Runt San Gregorio är det ganska tätbefolkat, med 139 invånare per kvadratkilometer. Närmaste större samhälle är Buena Vista de Cuauhtémoc, 4,3 km väster om San Gregorio. I omgivningarna runt San Gregorio växer i huvudsak städsegrön lövskog.